# Loch Cairnbawn

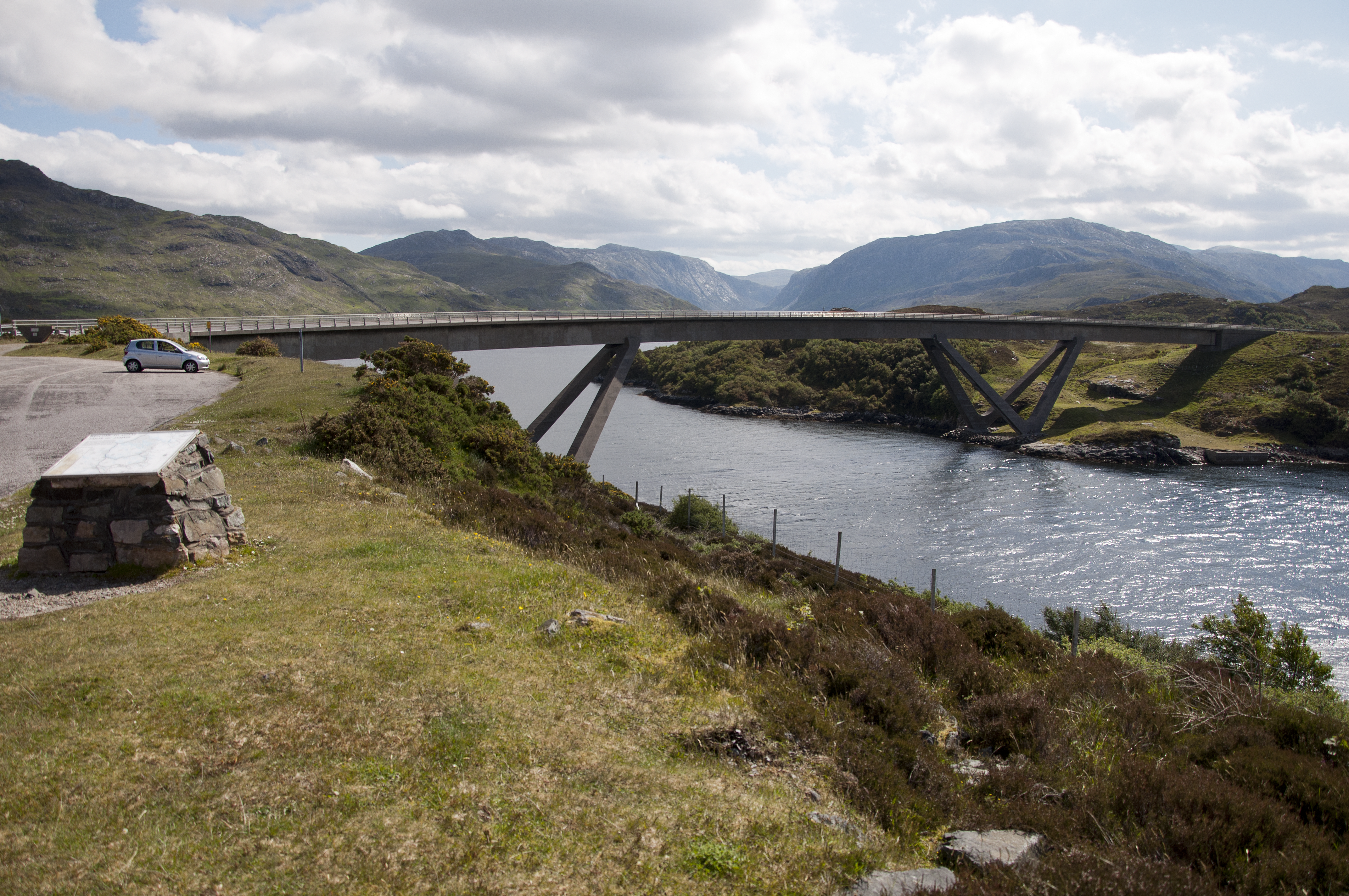
De Kylesku Bridge, die Loch Cairnbawn overspant

Loch Cairnbawn (Schots-Gaelisch: Loch a' Chàirn Bhàin of loch van de witte cairn) is een inham in Assynt, aan de westkust van Schotland die deel uitmaakt van Eddrachillis Bay.
Vanaf ongeveer 1800 tot 1984 was er een veerdienst die voer tussen Kylesku en het aan de andere kant van Loch Cairnbawn gelegen Kylestrome. In 1984 opende Elizabeth II de 276 meter lange Kylesku Bridge, die het 130 meter brede Loch Cairnbawn overspant.
Loch Cairnbawn was in de Tweede Wereldoorlog de thuishaven van het 12e onderzeebootflottielje, dat met verlies van negen levens en zes gevangenen een aanval uitvoerde op Duitse schepen, waaronder de Tirpitz, in een fjord in Noorwegen. Het flottielje was uitgerust met boten van de X-klasse.

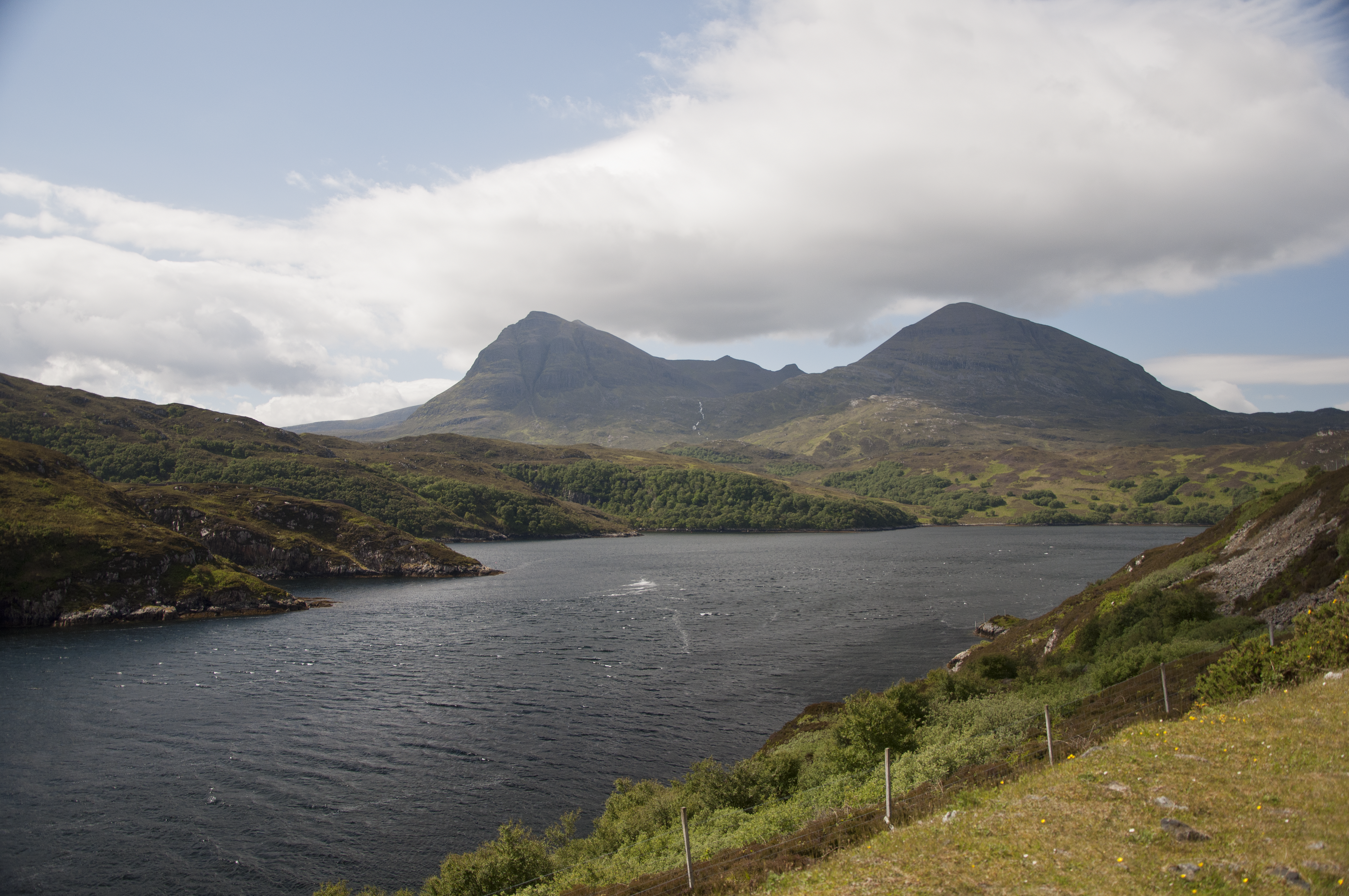
Loch Cairnbawn met Quinag op de achtergrond, vanaf een parkeerplaats bij Kylesku Bridge
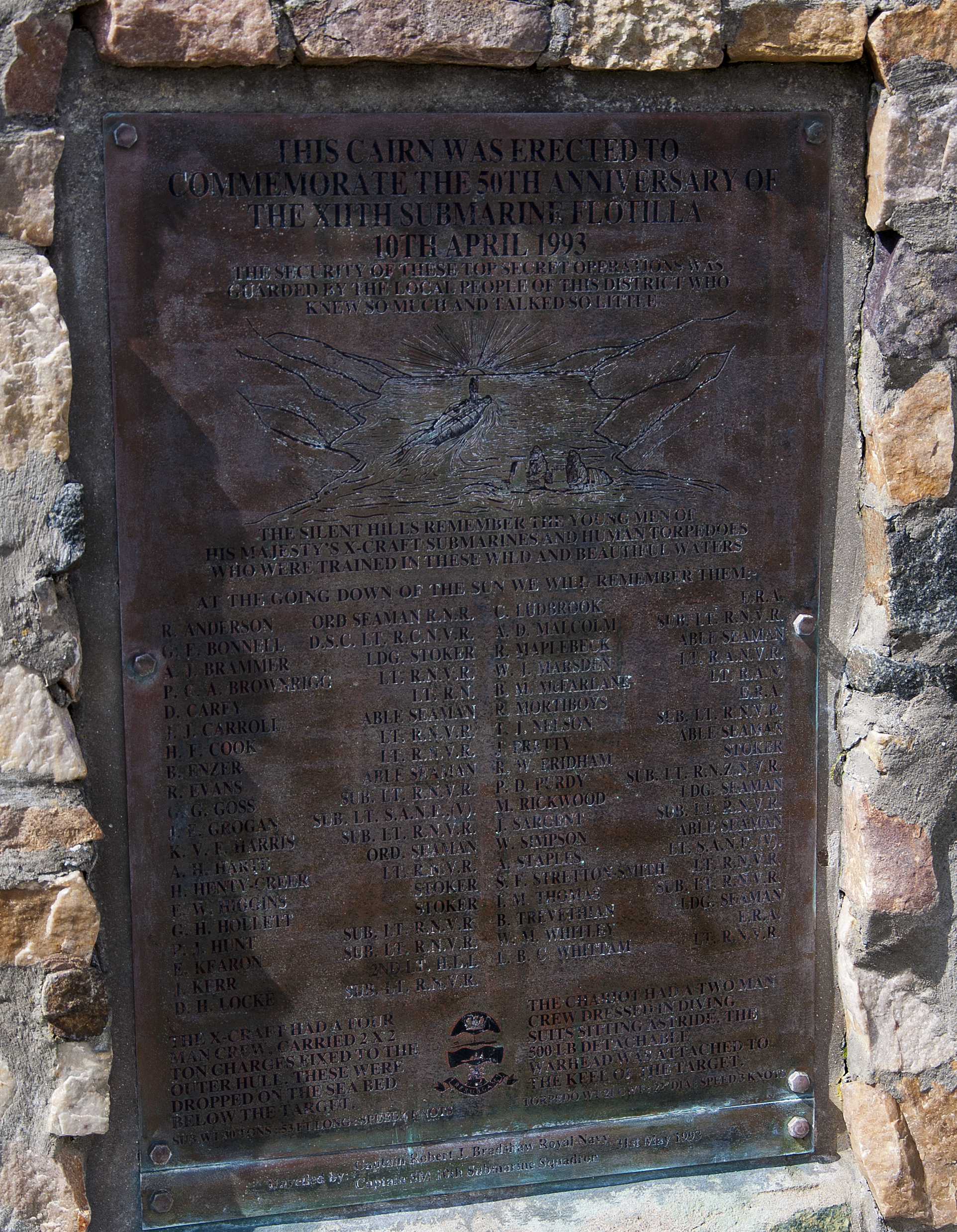
Gedenkplaat bij Loch Cairnbawn voor het 12e onderzeebootflottielje